# A Fever in the Blood
A Fever in the Blood (br Escândalos Ocultos) é um filme estadunidense de 1961 dirigido por Vincent Sherman. Ele baseia-se no romance homônimo de William Pearson. 

## Elenco
Efrem Zimbalist, Jr.	 ...	
Judge Leland Hoffman

Angie Dickinson	 ...	
Cathy Simon

Jack Kelly	 ...	
Dan Callahan

Don Ameche	 ...	
Sen. Alex Simon

Ray Danton	 ...	
Clem Marker (advogado)

Herbert Marshall	 ...	
Gov. Oliver Thornwall

Andra Martin	 ...	
Laura Mayberry

Jesse White	 ...	
Mickey Beers

Rhodes Reason	 ...	
Walter Thornwall

Robert Colbert	 ...	
Thomas J. Morely

Carroll O'Connor	 ...	
Matt Keenan

Parley Baer	 ...	
Charles 'Charlie' Bosworth

Saundra Edwards	 ...	
Lucy Callahan